# اشتعال اندماجي
اشتعال اندماجي هو النقطة التي يصبح عندها تفاعل الاندماج النووي مستدامًا ذاتيًا. يحدث هذا عندما تعمل الطاقة المنبعثة من تفاعلات الاندماج على تسخين كتلة الوقود بسرعة أكبر من تبريدها. في هذه المرحلة، لا تعد هناك حاجة للطاقة الخارجية اللازمة لتسخين الوقود إلى درجات حرارة الانصهار.